# Belisario Betancur
Belisario Betancur Cuartas, kolumbijski ekonomist, pravnik, pisatelj, politik in akademik, * 4. februar 1923, Amaga, departma Antioquia, † 7. december 2018, Bogota.
Betancur je bil minister za delo Kolumbije (1963), veleposlanik Kolumbije v Španiji (1975-1977) in predsednik Kolumbije (1982-1986).
Bil je član Evropske akademije znanosti in umetnosti.